# Le Jardin; journal bi-mensual d'horticulture générale
Le Jardin, journal bimensuel d'horticulture générale (abreviado Jardin) fue una revista ilustrada con descripciones botánicas que fue editada en París. Se publicaron 35 números en los años 1887-1921 (la revista estuvo suspendida durante los años 1914-15), en el año 1921 su absorbida por la Revue horticole.